# Diapaga
Diapaga è un dipartimento del Burkina Faso classificato come città, capoluogo della provincia di Tapoa e della regione di Tapoa.
Il dipartimento si compone del capoluogo e di altri 19 villaggi: Bagali, Barpoa, Fouamboanli, Gama, Kanda, Kogdangou, Koryombo, Koutchagou, Mangou, Olaro, Pampani, Pembiga, Pemboanga de Namounou, Pemboanga de Partiaga, Tangali, Tapoa-Barrage, Tapoa-Djerma, Tontolbouli e Tounga.